# Joséphine de Fischer de Dicourt
Joséphine de Wendel, née Marie Françoise Joséphine de Fischer de Dicourt le 17 février 1784 à Metz et décédée le 13 mars 1872 dans la même ville, était une membre par alliance de la famille de Wendel et une figure importante de l'industrie sidérurgique française du XIXe siècle.

## Biographie

### Origines et famille
Joséphine était la fille de Pierre Alexandre de Fischer de Dicourt (1755-1826), chef de bataillon et l'un des premiers membres de la Légion d'Honneur en 1804, et de Reine de La Chèze (1754-1819). Sa mère était l'arrière-petite-fille de Jean-Martin Wendel, ce qui faisait de Joséphine une cousine de son futur époux. 

### Mariage et descendance
Le 6 février 1804, Joséphine épousa à Metz François de Wendel (1778-1825), futur député de la Moselle. De cette union naquirent cinq enfants :
- Marguerite Joséphine (1804-1851), épouse de Théodore de Gargan
- Victor François (1807-1850),
- Catherine (1807-1895),
- Charles (Alexis Charles) (1809-1870),
- Anne Caroline (1812-1837)[1],[2],[3]

### Rôle dans l'industrie Wendel
Après le décès de son mari en 1825, Joséphine, alors âgée de 41 ans, prit les rênes de l'entreprise familiale. Sa première décision importante fut de constituer une indivision entre elle et ses enfants afin d'éviter la dispersion du patrimoine, rendue possible par les nouvelles lois de l'époque.

### Héritage et valeurs familiales

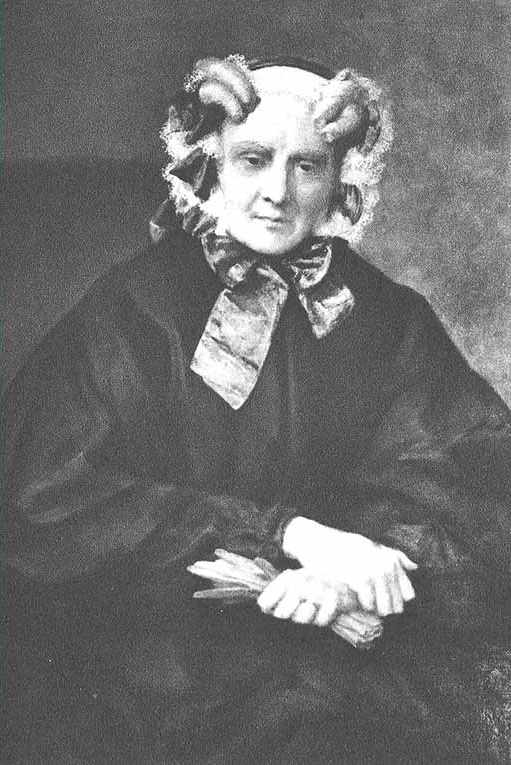
Madame de Wendel

Joséphine était connue pour son attachement à l'harmonie familiale. Dans une lettre adressée à ses descendants, elle exprima son souhait que "ni de son vivant, ni après sa mort la paix de la famille ne sera pas troublée" et que "l'idée d'avoir assuré la bonne harmonie entre ses petits-enfants sera la consolation de ses dernières années".

### Contexte historique
La vie de Joséphine de Fischer de Dicourt s'est déroulée dans un contexte de grands bouleversements politiques et économiques. Elle a notamment vécu la période napoléonienne, la Restauration, et les débuts de l'industrialisation en France.